# Bellota fascialis
Bellota fascialis là một loài nhện trong họ Salticidae.
Loài này thuộc chi Bellota. Bellota fascialis được Dyal miêu tả năm 1935.